# Cobden (Minnesota)
Cobden es una ciudad ubicada en el condado de Brown en el estado estadounidense de Minnesota. En el Censo de 2010 tenía una población de 36 habitantes y una densidad poblacional de 14,54 personas por km².

## Geografía
Cobden se encuentra ubicada en las coordenadas 44°16′57″N 94°50′48″O / 44.28250, -94.84667. Según la Oficina del Censo de los Estados Unidos, Cobden tiene una superficie total de 2.48 km², de la cual 2.48 km² corresponden a tierra firme y (0%) 0 km² es agua.

## Demografía
Según el censo de 2010, había 36 personas residiendo en Cobden. La densidad de población era de 14,54 hab./km². De los 36 habitantes, Cobden estaba compuesto por el 91.67% blancos, el 0% eran afroamericanos, el 2.78% eran amerindios, el 0% eran asiáticos, el 0% eran isleños del Pacífico, el 0% eran de otras razas y el 5.56% pertenecían a dos o más razas. Del total de la población el 11.11% eran hispanos o latinos de cualquier raza.